# إستديو فولن
إستديو فولن (باليابانية: 株式会社studio VOLN، بالروماجي: Kabushiki-gaisha Sutajio VORN) هو استوديو رسوم متحركة ياباني، تأسس في 12 أغسطس عام 2014، ويقع مقره في سوغينامي.

## التأسيس
تأسس الاستوديو في 12 أغسطس عام 2014، من قبل المنتج والمخرج السابق في استوديو مادهاوس ميتا كيجي، الذي يرأس الشركة حاليًا كرئيس لها. كانت أول سلسلة أنمي للاستوديو هو عمل مشترك مع استوديو مابا، منذ ذلك الحين، بدأ الاستوديو في إنتاج أعماله الخاصة، وبعد التأسيس أصبح أبيرو تاكاهيتو واحد من مخرجي الرسوم المتحركة في الاستوديو.

## أعمال الاستوديو

### مسلسلات أنمي تلفزيونية
- أوشيو أند تورا (2015- 2016 بالتعاون مع استوديو مابا)[3][4]
- سيرك كاراكوري (2018)[5][6][7]
- باك آرو (2021)

### أفلام أنمي
- أريد أن آكل بنكرياسك (2018)

## وصلات خارجية
موقع الرسمي (باليابانية)